# Pero... ¿en qué país vivimos?
Pero... ¿en qué país vivimos? es una película española, estrenada el 28 de noviembre de 1967, protagonizada por Manolo Escobar y Concha Velasco. En ella también participa Alfredo Landa, Antonio Ferrandis y la mítica Gracita Morales.

## Argumento
A un concurso musical de televisión acuden dos aspirantes de estilos muy diferentes: él representa la música tradicional y popular española; ella, en cambio, los ritmos modernos. Sólo uno de los dos podrá ganar el concurso.